# Валле, Жоффруа
Жоффруа Валле (фр. Geoffroy Vallée; около 1535, Орлеан — 9 февраля 1574, Париж) — французский философ, вольнодумец и писатель.
Родился в Орлеане в 30-е годы XVI века, возможно, в кальвинистской семье. Начал успешную карьеру при королевском дворе. Жил в Париже, в конце 1560-х годов посетил Рим. В результате наблюдения религиозной жизни у Валле сформировались воззрения близкие к деизму.
После Варфоломеевской ночи в 1573 году опубликовал сочинение «Блаженство христиан, или Бич веры» (фр. Béatitude des Chrétiens ou le Fléau de la foy), с эпиграфом «Счастлив, кто знает, — в знании покой», направленное против религии, за что по приговору Парижского парламента 9 февраля 1574 года был предан сожжению на Гревской площади вместе со своим произведением. Ещё во время суда Валле был объявлен сумасшедшим и его имение конфисковано церковниками. Несмотря на угрозу смертной казни за хранение книги, она получила распространение и была известна в образованных кругах в XVII и XVIII века.
Двоюродный дедушка французского поэта XVII века Жака Валле де Барро, про которого говорили, что беззаконие — наследственное свойство семейства де Барро.